# Goropeke
Goropeke so naselje v Občini Žiri. Od Žirov so oddaljene okoli 1,8 km. V vasi stoji cerkev sv. Janeza.